# The Soul of Buddha
The Soul of Buddha è un film muto del 1918 diretto da J. Gordon Edwards, uscito nelle sale il 21 aprile 1918. Il soggetto è firmato da Theda Bara, protagonista del film che si ispira alla vicenda di Mata Hari.
La pellicola è considerata perduta.

## Trama
Una sacerdotessa giavanese fugge con un ufficiale inglese. La giovane diventa una famosa danzatrice ma finisce per essere assassinata da un monaco buddista per vendetta.

## Produzione
Il film fu prodotto dalla Fox Film Corporation.

## Distribuzione
Distribuito dalla Fox Film Corporation, il film uscì nelle sale cinematografiche USA il 21 aprile 1918.
Non si conoscono copie ancora esistenti della pellicola che viene considerata presumibilmente perduta.